# Dicranoloma punctulatum
Dicranoloma punctulatum là một loài Rêu trong họ Dicranaceae. Loài này được (Hampe) Renauld mô tả khoa học đầu tiên năm 1904.